# Prinsesse Soamsawali
H.K.H. Prinsesse Soamsawali Kitiyakara (født 13. juli 1957) er en thailandsk prinsesse. Hun var tidligere gift med den thailandske kronprins Vajiralongkorn. Sammen har de en datter, prinsesse Bajrakitiyabha